# Kasim Sulton
Kasim Sulton (8 de diciembre de 1955) es un músico y productor estadounidense, popular por su trabajo con la banda Utopia. Sulton fue el vocalista en la canción "Set Me Free," único top 40 de dicha banda en los Estados Unidos. Como solista, Sulton ingresó en el top 40 canadiense en 1982 con "Don't Break My Heart".
Ha sido bajista, vocalista y colaborador frecuente en muchos de los proyectos del músico Todd Rundgren, además de participar en grabaciones de Meat Loaf.

## Discografía

### Solista
- 1982 : Kasim
- 1986 : Lights On
- 1993 : The Basement Tapes
- 2002 : Quid Pro Quo

### Colaboraciones seleccionadas
- Prime Cuts Meat Loaf (1989 Sony)
- Atomic Playboys Steve Stevens (1989 Warner Bros.)
- Todd Rundgren: An Elpee's Worth of Productions / Varios (1992)
- Rock and Roll Hero Meat Loaf (1992 Sony Records)
- Patty Smyth Patty Smyth (1992)
- Heaven and Hell Meat Loaf & Bonnie Tyler (1994)
- All the Way: A Decade of Song Celine Dion (1999)
- One Long Year Todd Rundgren (2000)
- The Wonderground Boy Meets Girl (2003)
- Back On Track Lulu (2004)